# Карен Ґіллан
Карен Шейла Гіллан (англ. Karen Sheila Gillan; нар. 28 листопада 1987, Інвернесс, Шотландія) — шотландська акторка та колишня модель, найбільш відома завдяки ролям Емі Понд у серіалі Доктор Хто та Небули у КВМ.

## Біографія
Карен Гіллан народилася та виросла у місті Інвернесс, Шотландія. Її батьки — Реймонд Джон Гіллан (із клану Макнаб) та Мері Гіллан (із клану Патерсон. У сім років вона почала грати на піаніно. Карен — єдина дитина у сім'ї. У юному віці вона відкрила любов до акторства та приєдналася до декількох аматорських юніорських театральних груп.
Коли їй виповнилося 16 років, вона вирішила перетворити своє захоплення на професію і переїхала в Единбург, де закінчила курс акторської майстерності та виконавської майстерності в Единбурзькому коледжі [Архівовано 7 квітня 2022 у Wayback Machine.]. Пізніша вона дістала місце у театральній школі Italia Conti Academy of Theatre Arts. У віці 18 років вона переїхала до Лондона, щоб розвивати свої акторські здібності.
У 2011 році Гіллан допомогла рекламувати Fashion Targets Breast Cancer. у дитячому шпиталі в Лондоні. У вересні 2012 вона повернулася у рідне місто, продавши квартиру у Лондоні.

## Кар'єра

### Модель
Перед тим, як стати акторкою, Гіллан працювала моделлю. У 2007 році вона взяла участь у презентації колекції осінь/зима дизайнера Аллегри Гікс. Гіллан заявила, що не полишить акторської кар'єри заради кар'єри моделі. Вона зазначила, що це був цікавий досвід, проте акторство завжди було першочерговою метою.

### Акторська кар'єра

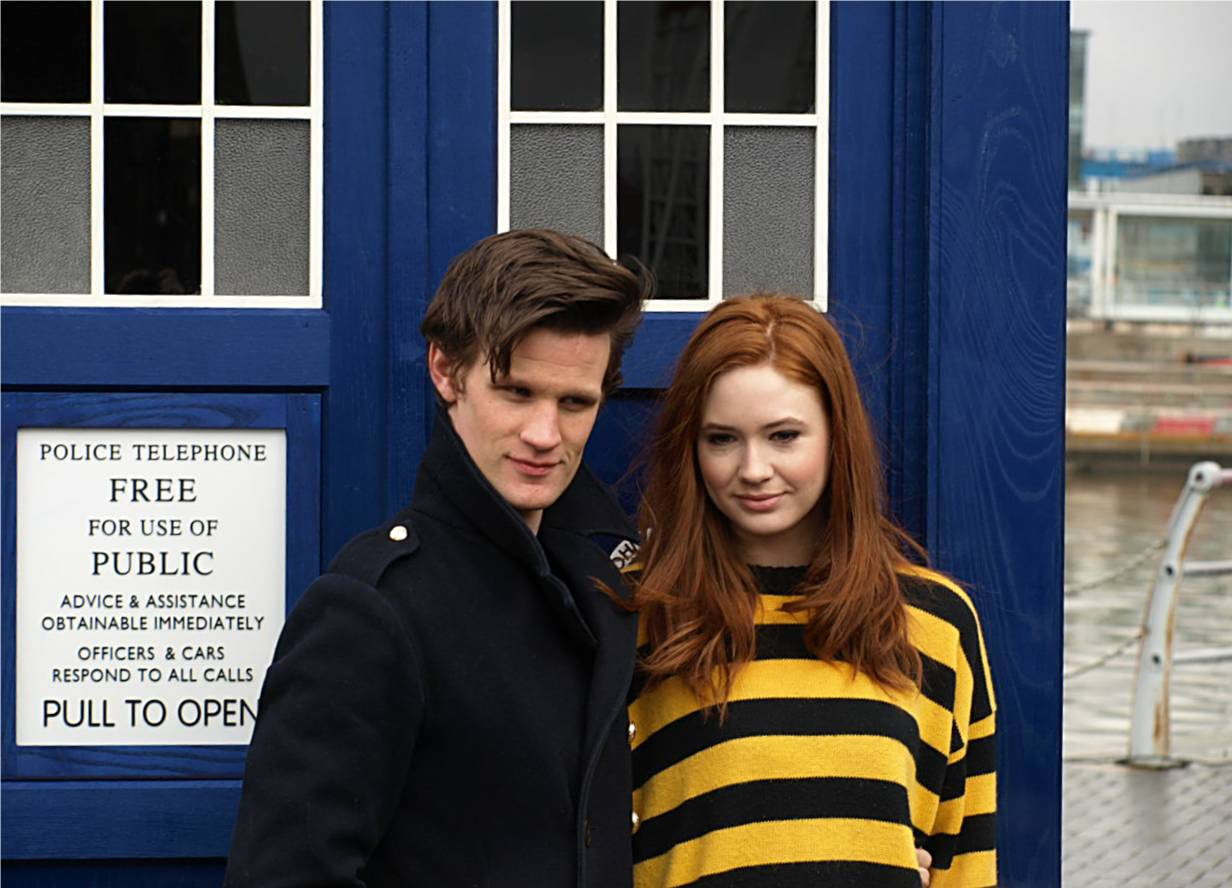
Карен Гіллан та Метт Сміт, промофото до 5 сезону Доктора Хто

Акторську кар'єру Карен Гіллан почала з незначних ролей у багатьох серіалах. Перша головна роль припала на ситком Шоу Кевіна Бішопа, який виходив два роки. У цьому серіалі вона зіграла багатьох персонажів, у тому числі таких знаменитостей як Кеті Перрі та Анджеліна Джолі. Потім вона зіграла роль Джинні у фільмі каналу Channel 4 Stacked. Також Гіллан виконала головну роль у хоррор-проекті The Well, який виходив короткометражними епізодами на BBC Two та пізніше — вебепізодами на BBC.co.uk.
У травні 2009 року її було обрано на роль супутниці Одинадцятого Доктора Емі Понд. До цього Гіллан уже мала незначну роль у серіалі: вона зіграла віщунку в епізоді «Вогні Помпеї». Перша поява її персонажу відбулася в епізоді «Одинадцята година», у якому її кузина Кейтлін Блеквуд виконала роль Емі Понд у дитинстві. Гілан виконувала цю роль протягом 34 епізодів і остаточно залишила її в епізоді Янголи захоплюють Мангеттен
Дебют Гіллан у театрі відбувся 16 жовтня 2011 року, коли вона виконала роль Ширлі в п'єсі Джона Осборна «Неприпустимі докази».
26 січня 2012 року Карен Гіллан зіграла супермодель Джин Шрімптон у фільмі каналу BBC Four Ми підкоримо Мангеттен, який оповідає історію взаємин Шрімптон із фотографом Девідом Бейлі.
Акторку було обрано на роль Бритні у ремейку шекспірівського «Ромео і Джульєтти» під назвою «Ромео і Бритні». Також вона зніметься у надприродній картині під назвою Oculus в одній із головних ролей.
Журнал FHM назвав Гіллан № 42 у списку найсексуальніших жінок 2011 року. У 2012 вона вже була на 36 місці.

## Особисте життя
Карен Гіллан у травні 2022 року вийшла заміж за Ніка Кочера, американського гумориста з комік-дуету BriTANicK. Весілля відбулося в замку Товард у шотландському місті Дунун. У вересні 2024 року на Кінофестивалі в Торонто Карен оголосила, що чекає на дитину. У грудні 2024 року вона народила дочку, яку назвали Клементиною.

## Фільмографія

### Кінофільми
| Рік  |    | Українська назва              | Оригінальна назва              | Роль                          |
| ---- | -- | ----------------------------- | ------------------------------ | ----------------------------- |
| 2008 | ф  | Нові кілери міста             | New Town Killers               | дівчина на зупинці            |
| 2010 | ф  | Вигнанці                      | Outcast                        | Еллі                          |
| 2013 | ф  | Не просто щасливий кінець     | Not Another Happy Ending       | Джейн Локхарт                 |
| 2013 | ф  | Окулус                        | Oculus                         | Кейлі Рассел                  |
| 2014 | ф  | Вартові галактики             | Guardians of the Galaxy        | Небула                        |
| 2015 | ф  | Гра на пониження              | The Big Short                  | Еві                           |
| 2016 | ф  | У долині насильства           | In a Valley of Violence        | Еллен                         |
| 2017 | ф  | Вартові галактики 2           | Guardians of the Galaxy Vol. 2 | Небула                        |
| 2017 | ф  | Сфера                         | The Circle                     | Енні                          |
| 2017 | ф  | Джуманджі: Поклик джунглів    | Jumanji: Welcome to the Jungle | Марта                         |
| 2018 | ф  | Список                        | Alex & the List                | Лілі                          |
| 2018 | ф  | Вечірка тільки починається    | The Party's Just Beginning     | Люсі                          |
| 2018 | ф  | Месники: Війна нескінченності | Avengers: Infinity War         | Небула                        |
| 2018 | ф  | Усі створіння земні           | All Creatures Here Below       | Рубі                          |
| 2019 | ф  | Водій для копа                | Stuber                         | Сара Морріс                   |
| 2019 | ф  | Месники: Завершення           | Avangers: Endgame              | Небула                        |
| 2019 | мф | Шпигуни під прикриттям        | Spies in Disguise              | Очі H.T.U.V. (озвучення)      |
| 2019 | ф  | Джуманджі: Наступний рівень   | Jumanji: The Next Level        | Рубі                          |
| 2020 | ф  | Поклик пращурів               | Call of the Wild               | Мерседес                      |
| 2021 | ф  | Пороховий коктейль            | Gunpowder Milkshake            | Сем                           |
| 2022 | ф  | Двійник                       | Dual                           | Сара                          |
| 2022 | ф  | У бульбашці                   | The Bubble                     | Керол Кобб / Лейсі Найтінгейл |
| 2022 | ф  | Наступний вихід               | Next Exit                      | доктор Стівенсон              |
| 2022 | ф  | Тор: Кохання та грім          | Thor: Love and Thunder         | Небула                        |
| 2023 | ф  | Пізній розквіт                | Late Bloomers                  | Луїза                         |
| 2023 | ф  | Вартові галактики 3           | Guardians of the Galaxy Vol. 3 | Небула                        |
| 2024 | ф  | Сплячі собаки                 | Sleeping Dogs                  | Лора Бейнс                    |
| 2024 | ф  | Життя Чака                    | The Life of Chuck              | Феліція Гордон                |

### Телебачення
| Рік       |    | Українська назва                        | Оригінальна назва                       | Роль                          |
| --------- | -- | --------------------------------------- | --------------------------------------- | ----------------------------- |
| 2006      | с  | Ребус: Висячий сад                      | Rebus                                   | Террі Коттер (S3-E2)          |
| 2008      | тф |                                         | Stacked                                 | Джинні Тернер                 |
| 2008      | с  | Доктор Хто                              | Doctor Who                              | віщунка (S4-E2)               |
| 2008      | с  | Гарлі-стріт                             | Harley Street                           | Холлі (S1-E1)                 |
| 2008      | с  | Coming Up                               | Coming Up                               | Анна (S6-E7)                  |
| 2008—2009 | с  | Шоу Кевіна Бішопа                       | The Kevin Bishop Show                   | різні персонажі (12 епізодів) |
| 2009      | с  |                                         | The Well                                | Колл (4 епізоди)              |
| 2010—2013 | с  | Доктор Хто                              | Doctor Who                              | Емі Понд (5-7 сезони)         |
| 2012      | тф | Ми підкоримо Манхеттен                  | We'll Take Manhattan                    | Джин Шрімптон                 |
| 2013      | с  | Спецназ: Сан-Дієго                      | NTSF:SD:SUV::                           | Дейзі (3-й сезон)             |
| 2014      | с  | Інспектор Клот                          | A Touch of Cloth                        | Керрі (2 епізоди)             |
| 2014      | с  | Селфі                                   | Selfie                                  | Елайза Дулі (13 епізодів)     |
| 2015      | тф | 7 днів у пеклі                          | 7 Days in Hell                          | Лілі Алсворт                  |
| 2015      | мс | Робоцип                                 | Robot Chicken                           | різні ролі (S8-E6)            |
| 2016      | мс |                                         | Emo Dad                                 | Джессіка (5 епізодів)         |
| 2020      | с  | Торт                                    | Cake                                    | Карен Ґіллан (S2-E6)          |
| 2021      | с  | Дзвінки                                 | Calls                                   | Сара (S1-E1)                  |
| 2021      | мс | Що як…?                                 | What If...?                             | Небула (S1-E2 та S1-E7)       |
| 2022      | тф | Вартові галактики: Святковий спецвипуск | Guardians of the Galaxy Holiday Special | Небула                        |
| 2023      | мс | Сімпсони                                | The Simpsons                            | Мейсі (S35-E8)                |
| 2023      | с  | Marvel Studios: Загальний збір          | Marvel Studios: Assembled               | себе (S2-E2)                  |
| 2023—2024 | мс | Що як…?                                 | What If...?                             | Небула (S2-E1 та S3-E7)       |
| 2024      | с  | Дугласа закенселили                     | Douglas Is Cancelled                    | Меделін (4 епізоди)           |

### Короткометражні фільми
| Рік  | Назва                       | Роль            | Додатково                                        |
| ---- | --------------------------- | --------------- | ------------------------------------------------ |
| 2014 | Bound for Greatness         | Мейв МакДонаф   |                                                  |
| 2015 | Warning Labels              | Мінді           |                                                  |
| 2015 | Coward                      | Н/Д             | Режисерка, сценаристка, виконавчий продюсер      |
| 2015 | Fun Size Horror: Volume Two | Рейчел Мілліган | Сегмент: «Conventional» Режисерка та сценаристка |
| 2019 | The Hoarding                | Хоуп            | Режисерка та сценаристка                         |

### Театр
| Рік  | Назва               | Роль  | Примітки         |
| ---- | ------------------- | ----- | ---------------- |
| 2011 | Неприпустимі докази | Ширлі | Donmar Warehouse |
| 2013 | Час діяти           | Карен | Бродвей          |

### Відеоігри
| Рік  | Назва                         | Роль     |
| ---- | ----------------------------- | -------- |
| 2010 | City of the Daleks            | Емі Понд |
| 2010 | Blood of the Cybermen         | Емі Понд |
| 2010 | TARDIS                        | Емі Понд |
| 2010 | Shadows of the Vashta Nerada  | Емі Понд |
| 2010 | Doctor Who: Evacuation Earth  | Емі Понд |
| 2010 | Doctor Who: Return to Earth   | Емі Понд |
| 2010 | Doctor Who: The Mazes of Time | Емі Понд |
| 2011 | The Gunpowder Plot            | Емі Понд |

## Нагороди і номінації
| Рік  | Нагорода                                | Номінація                              | Робота                     | Статус    |
| ---- | --------------------------------------- | -------------------------------------- | -------------------------- | --------- |
| 2010 | TV Quick Award                          | Найкраща акторка                       | Доктор Хто                 | Номінація |
| 2010 | Cosmopolitan 'Woman of the year' Awards | Найкраща акторка                       | Доктор Хто                 | Перемога  |
| 2011 | SFX Awards                              | Найкраща акторка                       | Доктор Хто                 | Перемога  |
| 2011 | TV Choice Awards                        | Найкраща акторка                       | Доктор Хто                 | Перемога  |
| 2011 | Scream Awards                           | Найкраща акторка у науковій фантастиці | Доктор Хто                 | Номінація |
| 2012 | National Television Awards              | Найкраща жіноча драматична роль        | Доктор Хто                 | Перемога  |
| 2012 | Nickelodeon UK Kids' Choice Awards      | Улюблена акторка Великої Британії      | N/A                        | Номінація |
| 2012 | Scottish Fashion Awards                 | Шотландська ікона моди                 | за роботу моделлю          | Перемога  |
| 2013 | National Television Awards              | Найкраща жіноча драматична роль        | Доктор Хто                 | Номінація |
| 2014 | Fright Meter Awards                     | Найкраща акторка                       | Oculus                     | Номінація |
| 2014 | Detroit Film Critics Society            | Найкращий ансамбль                     | Вартові галактики          | Перемога  |
| 2014 | Nevada Film Critics Society             | Найкращий ансамбль                     | Вартові галактики          | Перемога  |
| 2014 | Phoenix Film Critics Society            | Найкращий ансамбль                     | Вартові галактики          | Номінація |
| 2015 | Central Ohio Film Critics Association   | Найкращий ансамбль                     | Вартові галактики          | Номінація |
| 2015 | Empire Awards                           | Найкраща нова акторка                  | Вартові галактики & Oculus | Перемога  |
| 2015 | Fangoria Chainsaw Awards                | Найкраща акторка                       | Oculus                     | Номінація |
| 2015 | Hang Onto Your Shorts Film Festival     | Найкраща акторка у короткометражці     | Bound for Greatness        | Номінація |
| 2015 | IFS Film Festival                       | Найкраща акторка у короткометражці     | Bound for Greatness        | Перемога  |
| 2015 | IFS Film Festival                       | Найкраща короткометражка               | Coward                     | Перемога  |
| 2015 | Edinburgh International Film Festival   | Найкраща короткометражка               | Coward                     | Номінація |
| 2016 | London IFF Film Festival                | Найкраща акторка у короткометражці     | Bound for Greatness        | Перемога  |
| 2016 | FirstGlance Film Festival               | Найкраща акторка у короткометражці     | Bound for Greatness        | Перемога  |